# بورت فيل

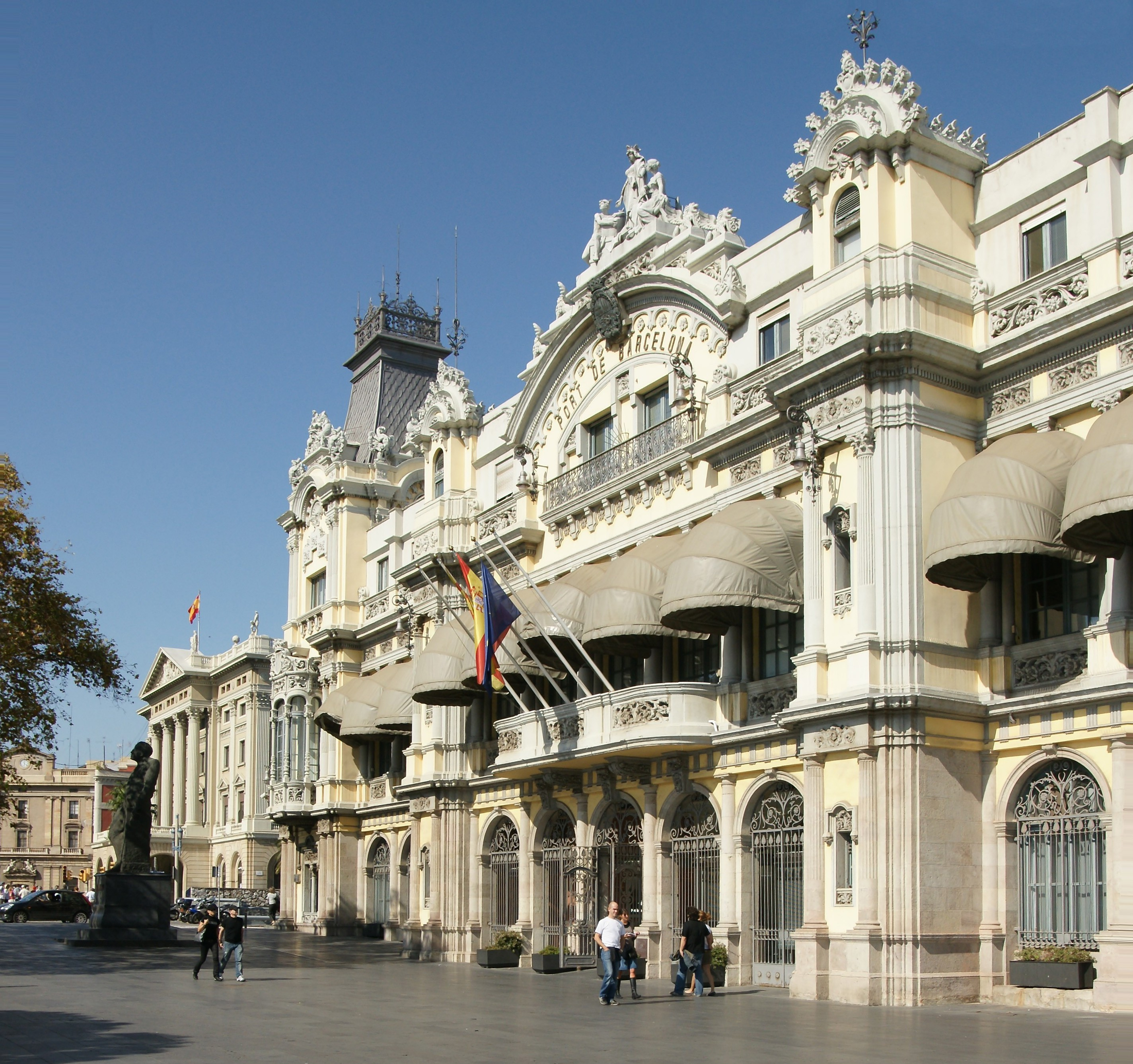
مبنى الجمارك القديم في برشلونة

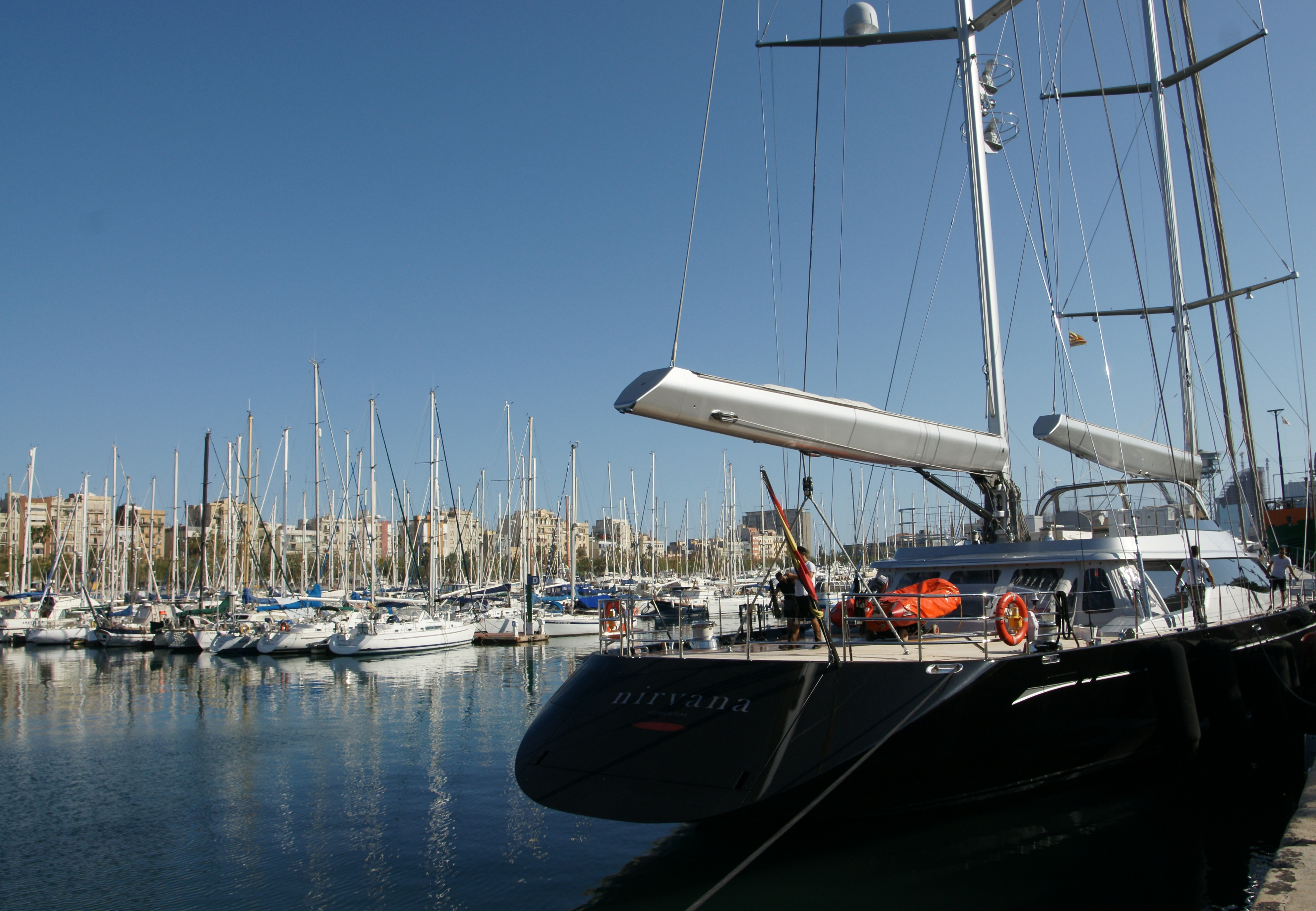
مرسى بورت فيل

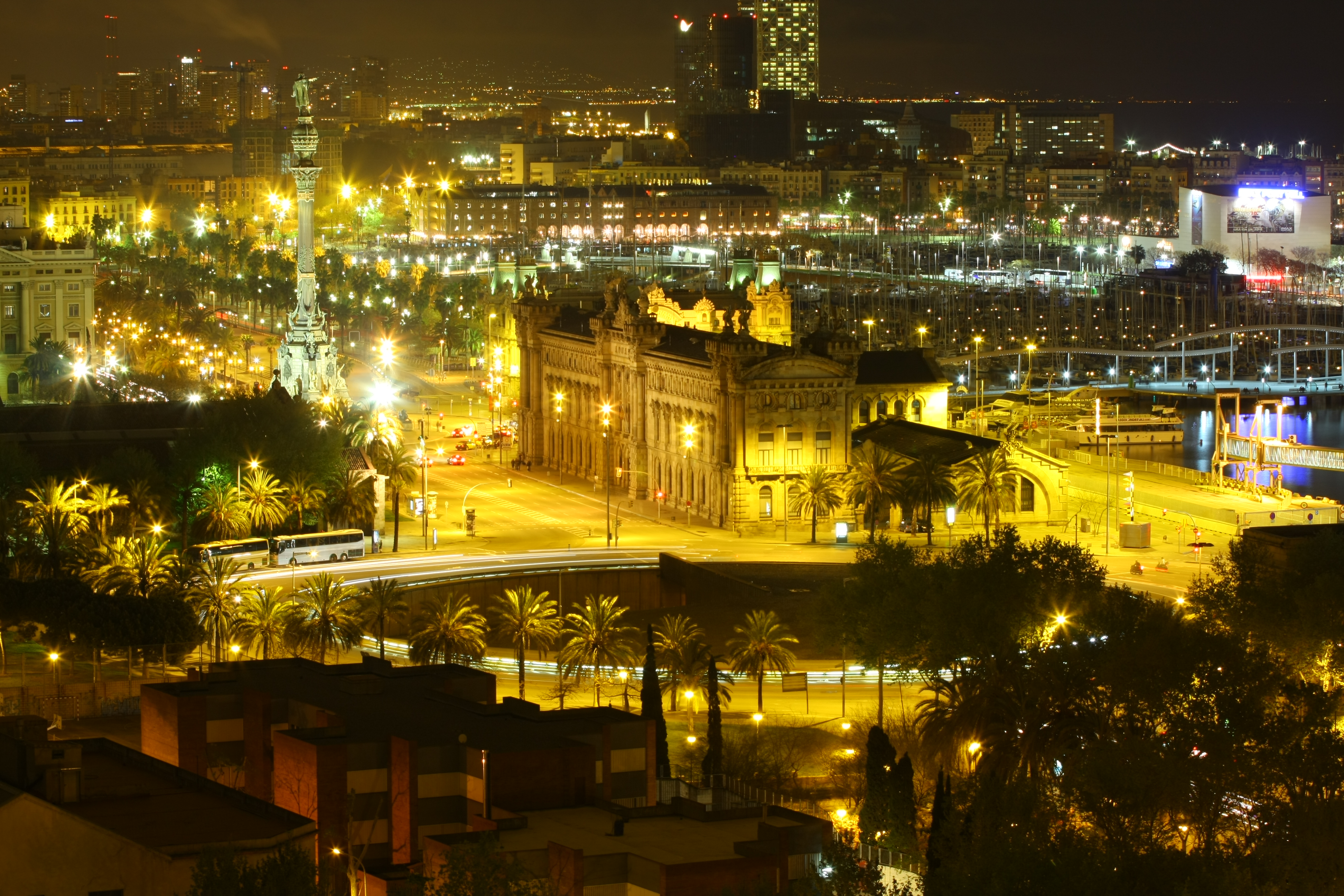
بورت فيل ليلاً

بورت فيل (بالكتالونية: Port Vell) (النطق الكتالاني : [ˈpɔɾd ˈbeʎ]بالمعنى الحرفي باللغة العربية «الميناء القديم») هو ميناء الواجهة البحرية في برشلونة، كاتالونيا، إسبانيا، وجزء من ميناء برشلونة. تم بناؤه كجزء من برنامج للتجديد الحضري قبل أولمبياد برشلونة 1992. وقبل ذلك كانت منطقة خالية من المستودعات الفارغة وساحات السكك الحديدية والمصانع. يزور هذا المكان 16 مليون شخص كل عام.
أصبح الآن نقطة محورية في المدينة ومكاناً للجذب السياحي، حيث يحتوي على مركز ماريماغنم "Maremàgnum" (مركز تجاري يحتوي على متاجر متعددة الوسائط وسينما متعددة الحانات وبارات ومطاعم) وآيماكس بورت فيل وأكبر حوض أسماك في أوروبا يحتوي على 8000 سمك و11 سمكة قرش في 22 حوضًا مملوءة بـ 6 ملايين لتر (1.5 مليون غالون) من مياه البحر. يربط ممر المشاة رامبلا دي مار لا رامبلا بميناء فيل. ويشتمل على جسر دوار، للسماح للسفن بدخول الميناء والخروج منه.

## التاريخ

### التاريخ القديم
حوالي القرن الرابع قبل الميلاد احتلت برشلونة من قبل لايتاني وهم قبيلة من الشعب الأيبيري الذين سكنوا الساحل بين نهري لوبريجات وتوريرا. وكان باركينو، في مونتجويك، مستوطنتهم الرئيسية. تم تداول هؤلاء الأشخاص مع المستعمرة اليونانية في إمبيريس، حيث قاموا ببناء متاجر حبوب كبيرة لهذا الغرض.
في القرن الأول الميلادي، أسس الرومان مستعمرة بارسينو، على جبل تابير. أول نشاط الميناء على الجانب الشمالي من مونتجويك.
بدأت المدينة وأنشطتها البحرية في الازدهار والتوسع عندما تم بناء أسوار مدينة بارسينو بعد الغزو البربري عام 263.

### العصور الوسطى والعصر الحديث
خلال العصور الوسطى المتأخرة، وجدت برشلونة نفسها على الحدود بين الإسلام إلى الجنوب والمسيحية إلى الشمال. كان هذا الموقع الاستراتيجي حاسمًا في نمو برشلونة، حيث أصبحت المدينة مركزًا للتجارة بين العالمين، وفي نهاية المطاف، أعظم قوة بحرية في البحر الأبيض المتوسط، على الرغم من عدم امتلاك ميناء يستحق الاسم. تعرضت السفن التي ترسو بين أحواض بناء السفن الملكية والمدينة بشدة للعواصف العظيمة التي أثرت في كثير من الأحيان على هذا الساحل والتي تسببت في الكثير من حطام السفن.
جعلت هذه العواصف من الصعب للغاية بناء ميناء اصطناعي، لأن الكميات الضخمة من الرواسب التي ترسبت نتيجة لهذه الظواهر أضرت بأي عمل، سواء أكان مستمرًا أو كاملاً.
بدأ العمل في أول مشروع ناجح في عام 1477. استلزم المشروع بناء رصيف يمتد إلى جزيرة مايانس، وهي جزيرة رملية تبعد حوالي 100 متر عن الساحل.
نظرًا لأن السد الذي يحمي الميناء قد امتد على مراحل مختلفة إلى الجنوب والجنوب الغربي من جزيرة مايانس، فقد تم ترسب الرمال أيضًا بكميات كبيرة على الشاطئ في جنوب شرق سيوتاديلا. تم بناء حي برسلونيتا في هذه الجزيرة الجديدة.
على الرغم من العمل المتواصل لتمديد السد (الذي وصل إلى ما يعرف الآن باسم Moll de Pescadors في 1723)، في 1743 انهارت كميات ضخمة من الرمال التي تراكمت في النهاية الميناء. جعل وجود رمل هائل بين نهاية السد وما يسمى الآن Plaça del Portal de la Pau من الضروري إغلاق الميناء، محاصرين بعض السفن الراسية. تم بناء المنارة في رصيف Moll de Pescadors ، في وقت لاحق بقليل، في عام 1772.

في عام 1868، طلبت سلطات برشلونة إذنًا من وزارة التنمية لتشكيل مجلس الأشغال العامة في ميناء برشلونة الذي اجتمع لأول مرة في عام 1869. استمرت هذه المؤسسة في العمل حتى عام 1978. [بحاجة لمصدر]

لقد كان هيكل الميناء تحت إدارة مجلس الأشغال العامة قد تم توحيده أخيرًا وتجاوز أخيرًا خطر الرمال والعواصف.
تم الانتهاء من إنشاء أول رصيف «مستعرض»، حيث يوجد الآن موقع Moll de Barcelona (Barcelona Dock)، في عام 1882. احتوى هذا الرصيف في وقت لاحق على برج توري جاومي الأول، برج التلفريك لميناء Port Vell Aerial Tramway ، الذي تم بناؤه عبر الميناء لمعرض برشلونة الدولي 1929، وهو معرض عالمي، لكنه لم يفتح إلا في عام 1931.
واصل الميناء نموه، متجاوزًا جبل مونتجويك باتجاه دلتا يوبريغات مع بناء ميناء داخلي على ضفة النهر، بالتحديد حيث نشأت أصول أول نشاط لميناء برشلونة. [بحاجة لمصدر]

### الأوقات الأخيرة
تمت الموافقة على نظام الحكم الذاتي للميناء في عام 1978، عندما أخذ الموقع على اللقب الرسمي لميناء برشلونة المستقل، وفي عام 1987 بدأ العمل على صياغة الخطة الاستراتيجية، وهو مشروع طموح لتطوير الميناء بأكمله. تم حل مكاتب الأشغال العامة في عام 1992، وأنشئت سلطات الموانئ لتحل محلها.
بموجب الخطة الإستراتيجية، يتم بناء الميناء حول ثلاثة مجالات رئيسية: الميناء التجاري والميناء اللوجستي والميناء القديم. تولي الخطة اهتمامًا خاصًا لآخر هذه المواقع، وهي بورت فيل بهدف إحياء موقع قديم تاريخي عفا عليه الزمن بسبب أعمال الإرشاد واسعة النطاق في العقود الأخيرة، وهبط إلى خدمة الأغراض التقليدية.

في الوقت الحاضر، تم دمج بورت فيل بالكامل في المدينة. 